# Nationalpark Bayerischer Wald

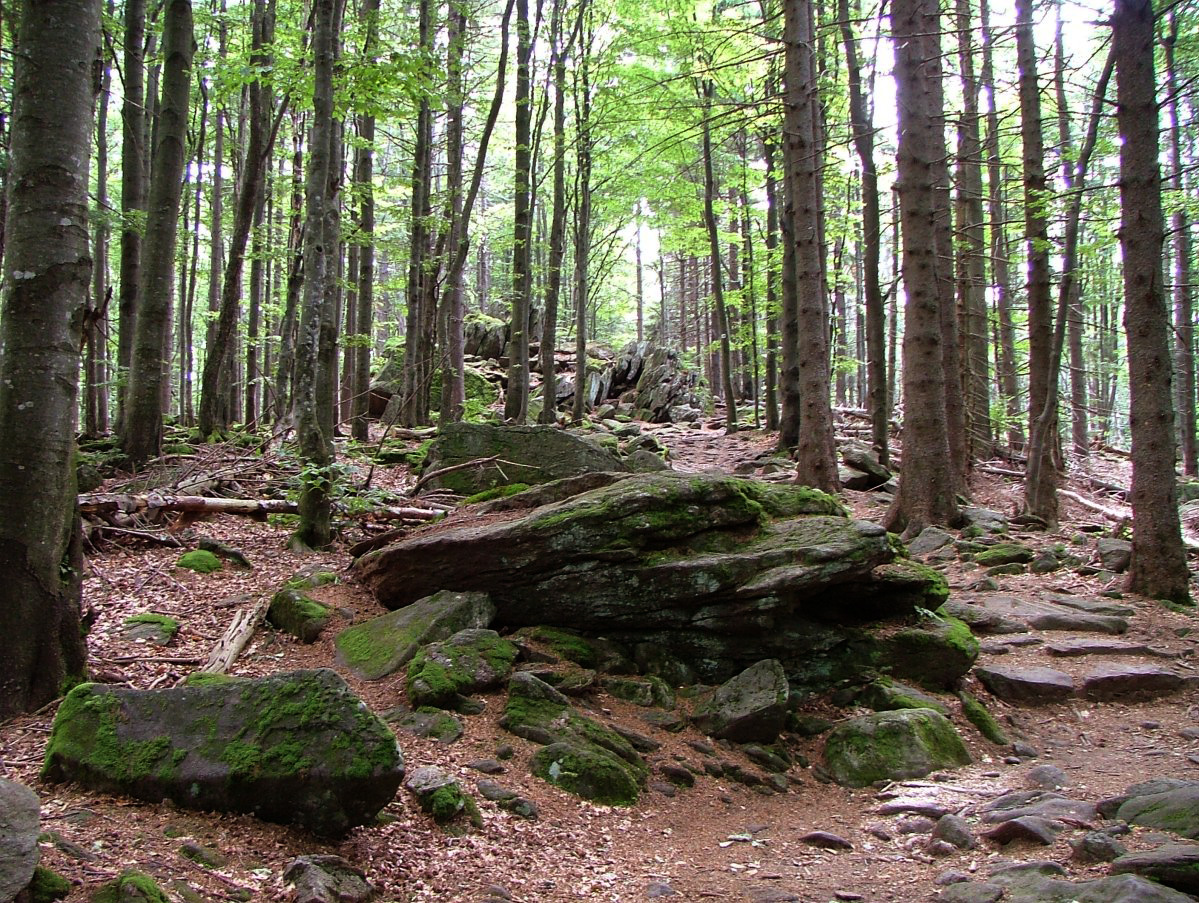
Typiskt skogsområde med blandskog av granar och bokar.

Nationalpark Bayerischer Wald var den första nationalparken i Tyskland och inrättades den 7 oktober 1970. Efter utvidgningen år 1997 täcker den nu en yta av 24 250 hektar. Tillsammans med den angränsade tjeckiska skogen Šumava utgör Bayerischer Wald det största sammanhängande skogsområdet i Centraleuropa.
I nationalparken finns blandskogar med gran, bok och gran, bergsskogar, skogar i dalarna, högmossar och några rester av urskogen är skyddade. Stora delar av området användes för skogsbruk tills nationalparken grundades. När en storm 1983 slog ner 30 000 kubikmeter trä, beslutades det att inte störa den naturliga utvecklingen i naturzonerna. En "skog för våra barn och barnbarn" bör skapas, enligt den bayerska skogsministern vid den tiden, Hans Eisenmann. Nationalparkens motto var hädanefter "Låt naturen vara naturen". När barkborren attackerade stora skogsområden på 1990-talet, vidtogs ingen åtgärd heller, så att en del av skogarna på hög höjd dog i stor utsträckning. Invånarna i nationalparken var oeniga och medborgarrörelser för och emot nationalparken bildades. Som en del av en kompromiss beslutades att barkborren skulle kontrolleras i delar av det förlängningsområde som har varit en del av nationalparken sedan 1997, under en övergångsperiod fram till 2027. Enligt detta bör minst 75 procent av nationalparken vara fri från mänsklig störning, vilket motsvarar de internationella IUCN-kraven för nationalparker.
Omkring 1,3 miljoner människor besöker regelbundet det skyddade området varje år (från och med 2020). Detta gör nationalparken till en viktig ekonomisk faktor i den bayerska skogsregionen. Det skapar ett mervärde på cirka 26 miljoner euro per år.

## Geografi
Nationalparken ligger vid delstaten Bayerns östliga gräns på bergskedjan Bayerischer Wald. Bredvid skogen finns även flera högmossar och högt belägna ängar.
De högsta och mest kända topparna i nationalparken är Große Rachel (1453 m), Lusen (1373 m) och Große Falkenstein (1315 m). Förutom de höga skogarna finns det också ekologiskt värdefulla högmossar med mossjöar som Latschensee och tidigare betesmarker på hög höjd ("schakt").

## Flora och fauna
Nationalpark Bayerischer Wald genomför en målmedveten inventering av arter. Mer än 13 700 arter har för närvarande registrerats i det skyddade området. Detta motsvarar nästan 20 procent av de arter som finns i Tyskland.

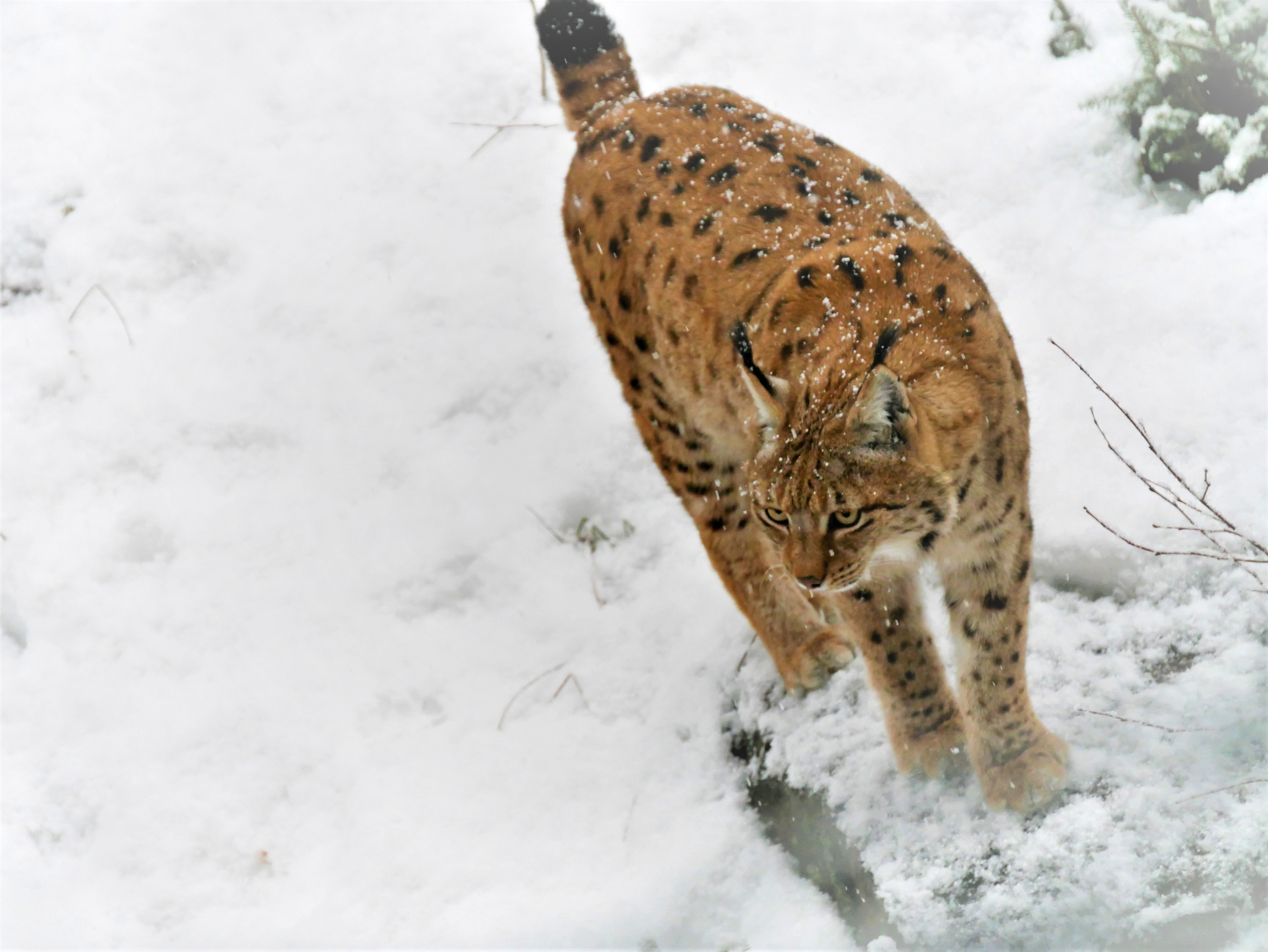
Lodjur

### Djurvärld
I Bayerischer Wald lever flera arter som är utrotningshotade i mellersta Europa, såsom tjäder, pilgrimsfalk, lodjur, vildkatt, svart stork och utter. Vid orten Neuschönau finns olika hägn med bland annat visent, brunbjörn och varg. Man startade dessutom ett projekt för att avla fram redan utdöda arter som vildhäst och uroxe.

#### Hjortar i nationalparken
Avsaknaden av stora rovdjur gör det nödvändigt att reglera populationen av kronhjortar (Cervus elaphus) och vildsvin (Sus scrofa) genom jakt, för att hålla trädens utbredning under kontroll. Detta gäller speciellt silvergranen. Omkring två tredjedelar av kronhjortarna hålls i fyra vinterhagar, som är omgivna av otillgängliga viltreservat. Enskilda exemplar jagas där, men också på andra ställen, för att undvika ökade skador på de omgivande privata skogarna. Kronhjortarna är fortfarande skygga och nattlevande, troligen på grund av jakttrycket. Naturskyddsföreningar och nationalparkförvaltningen har (från och med 2004) letat efter alternativ. Enligt nationalparkförvaltningen bör kronhjorten stanna i de lägre kommersiella skogarna på vintern. Det skulle finnas vinterstängsel. Förslaget kunde dock inte genomföras på grund av motstånd från jaktmyndigheterna och markägarna. Men jakt sker bara i utkanten av nationalparken. I 75 procent av området är inte jakt tillåten.

#### Fåglar
Många sällsynta fågelarter lever i nationalparken: tjäder ( Tetrao urogallus ), vaktel ( Bonasa bonasia ), pilgrimsfalk ( Falco peregrinus ), biätare ( Pernis apivorus ), svart stork ( Ciconia nigra ) och sparvhök ( Glaucidium passerinum ).
Populationen av den nu mycket sällsynta tjädern har sjunkit stadigt sedan 1945. Vid den tiden räknades 250 fåglar, 1984 endast 16. Mellan 1982 och 2000 släpptes 534 tjädrar ut i naturen. Under tiden har skogsfågelbeståndet stabiliserats igen, till viss del. Detta beror främst på konsekventa skyddsåtgärder - även på den tjeckiska sidan av den gränsöverskridande nationalparkregionen. Övervakning, som genomfördes under vintern 2016/2017, avslöjade en beståndsstorlek på drygt 600 djur på båda sidorna av gränsen. Tyngdpunkten för förekomsten ligger i den bayerska skogen och biosfärområdet Šumava. Det finns också större fynd i de höga områdena i bergen Dreisesselberg och Großer Arber.

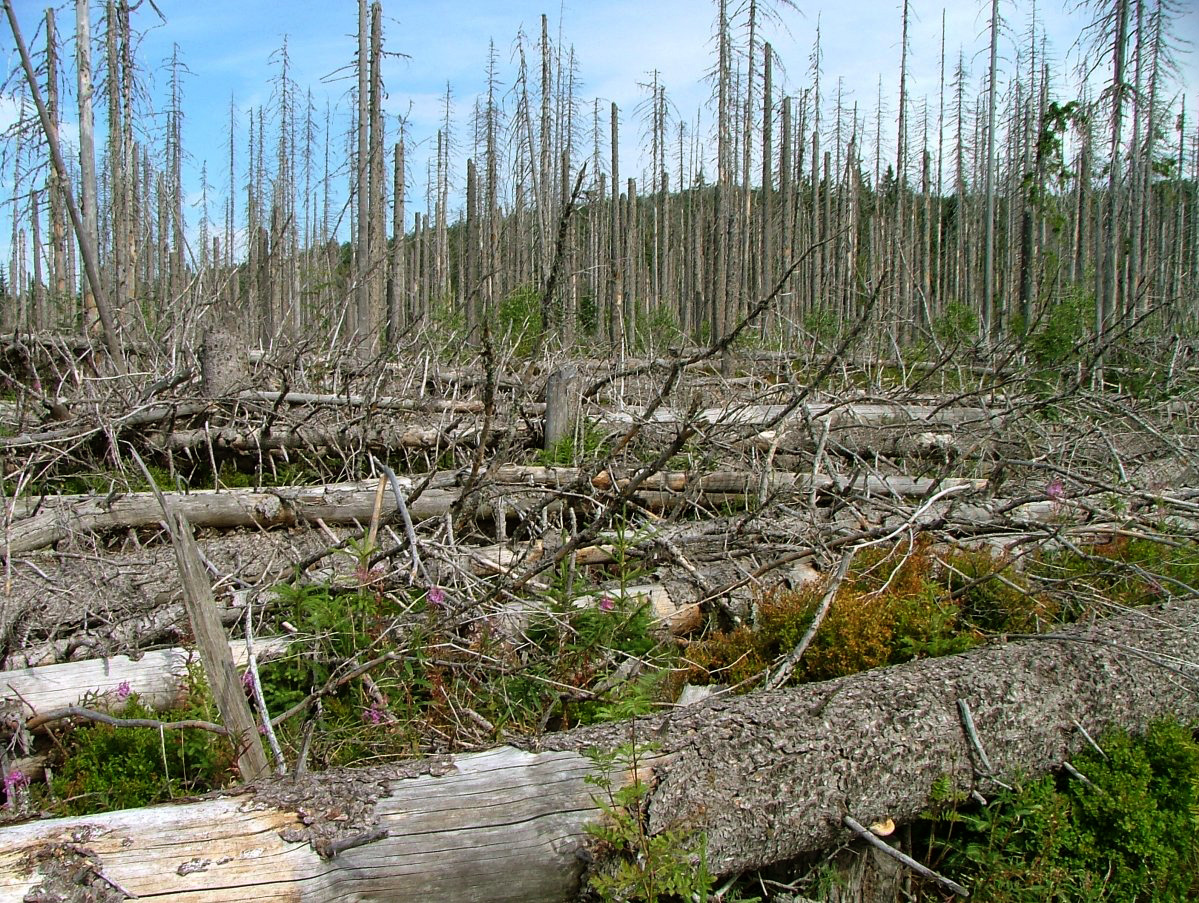
Skadat område efter angrepp av barkborrar

#### Insekter
Mer än 1600 arter av skalbaggar har hittills registrerats i nationalparken, inklusive 16 "urskogsreliktarter", mycket sällsynta insekter som raggbocken (Tragosoma depsarium), som bara förekommer i nära naturliga skogar som är rika på död ved.
I mitten av 1980-talet och början av 1990-talet blev större områden i nationalparken offer för flera stormar. Därigenom fick barkborrarna bättre levnadsförhållanden i skogen. Konceptet för nationalparkens förvaltning var att lämna skogen åt sig själv. Man hävdade att skogen skulle komma att återhämta sig utan människans ingripande. Detta handlingssätt var mycket omstritt bland regionens befolkning. Sedan några år går antalet barkborrar tydlig tillbaka och större områden som tidigare var skadade är nu täckta av vital blandskog.
Numera får barkborren utvecklas fritt i nationalparkens naturzon, men den bekämpas i randzonen, för att förhindra att skalbaggen sprider sig till närliggande kommersiella skogar.

### Växter
Sällsynta och hotade växtarter som förekommer i nationalparken är: Pannonian gentian Gentiana pannonica, skogsalpklocka (Soldanella montana), Swertia perennis, storfryle (Luzula sylvatica), höstlåsbräken (Botrychium multifidum), grön sköldmossa (Buxbaumia viridis) och grön barkkvastmossa (Dicranum viride). 40% av de mossor som förekommer i Tyskland är utbredda i  nationalparken.

### Svamp
Över 2000 arter av svampar har identifierats i nationalparken.

## Galleri

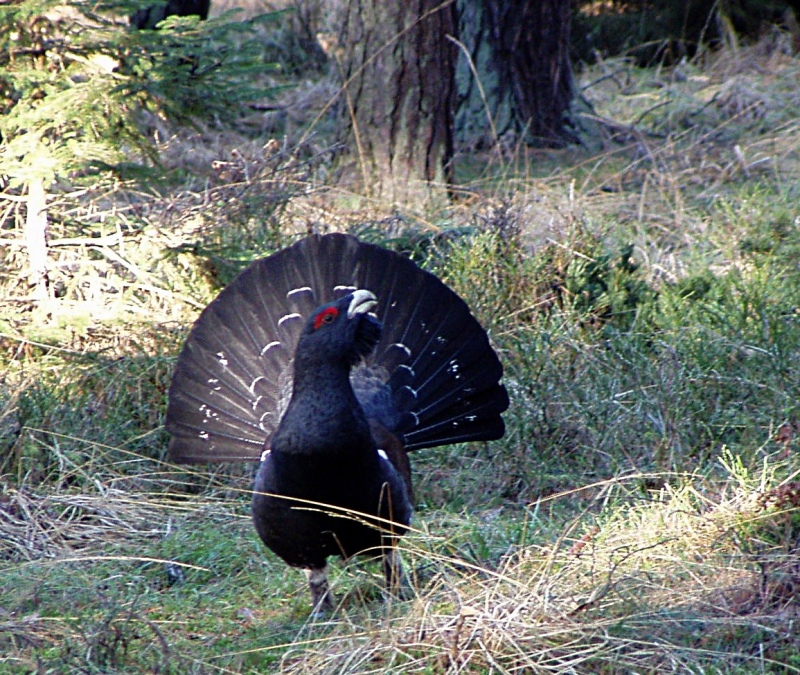
Tjäder
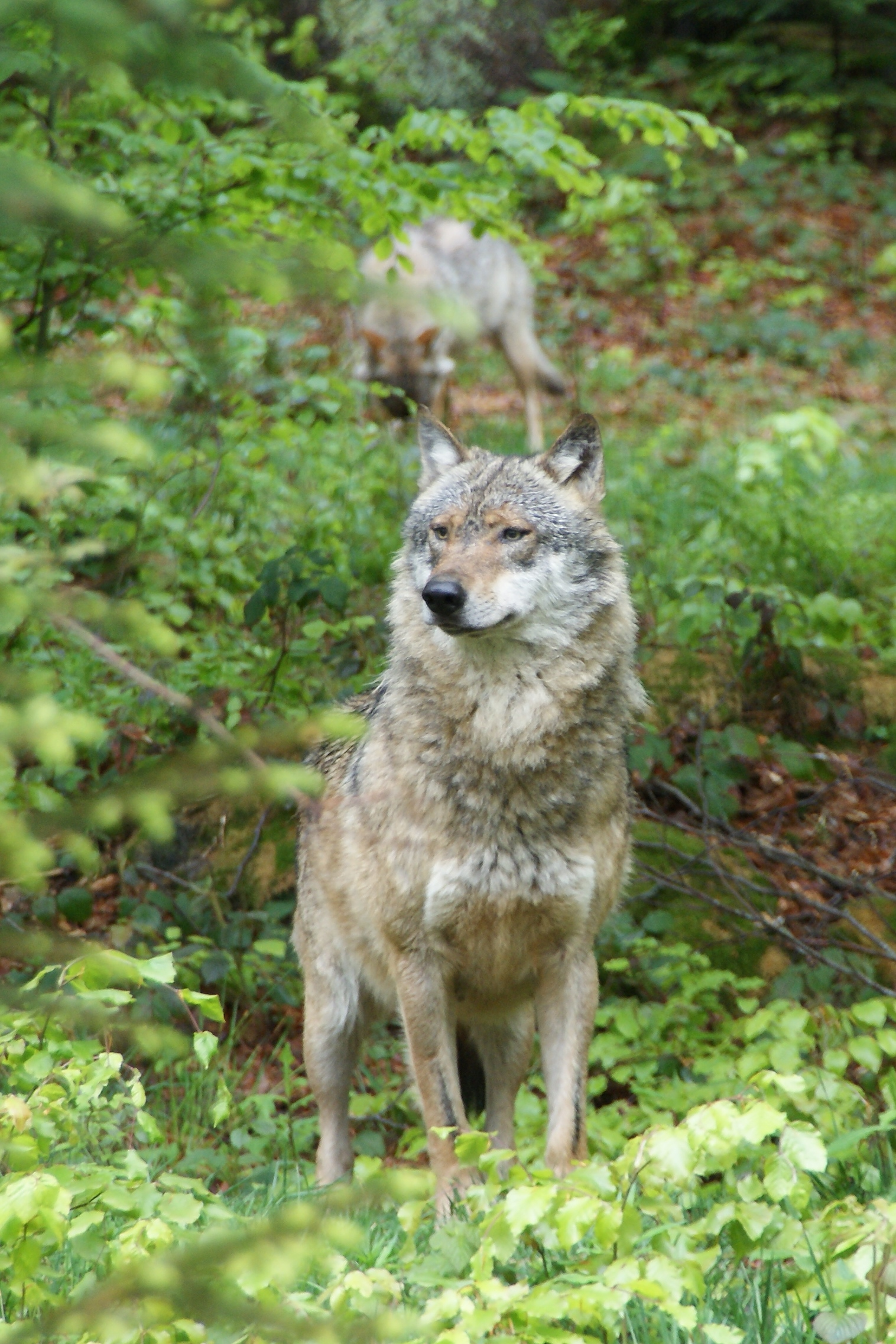
Varg
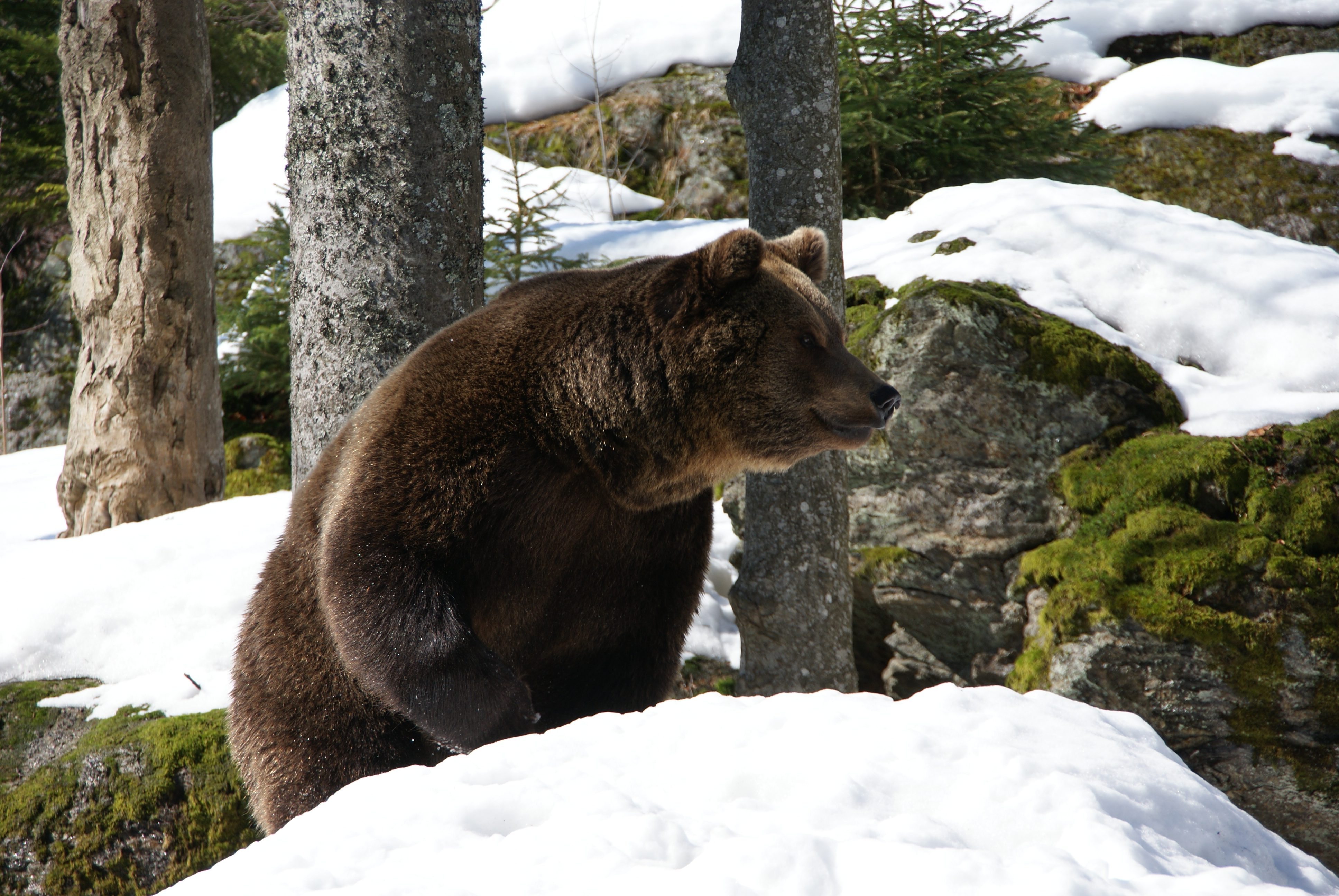
Brunbjörn
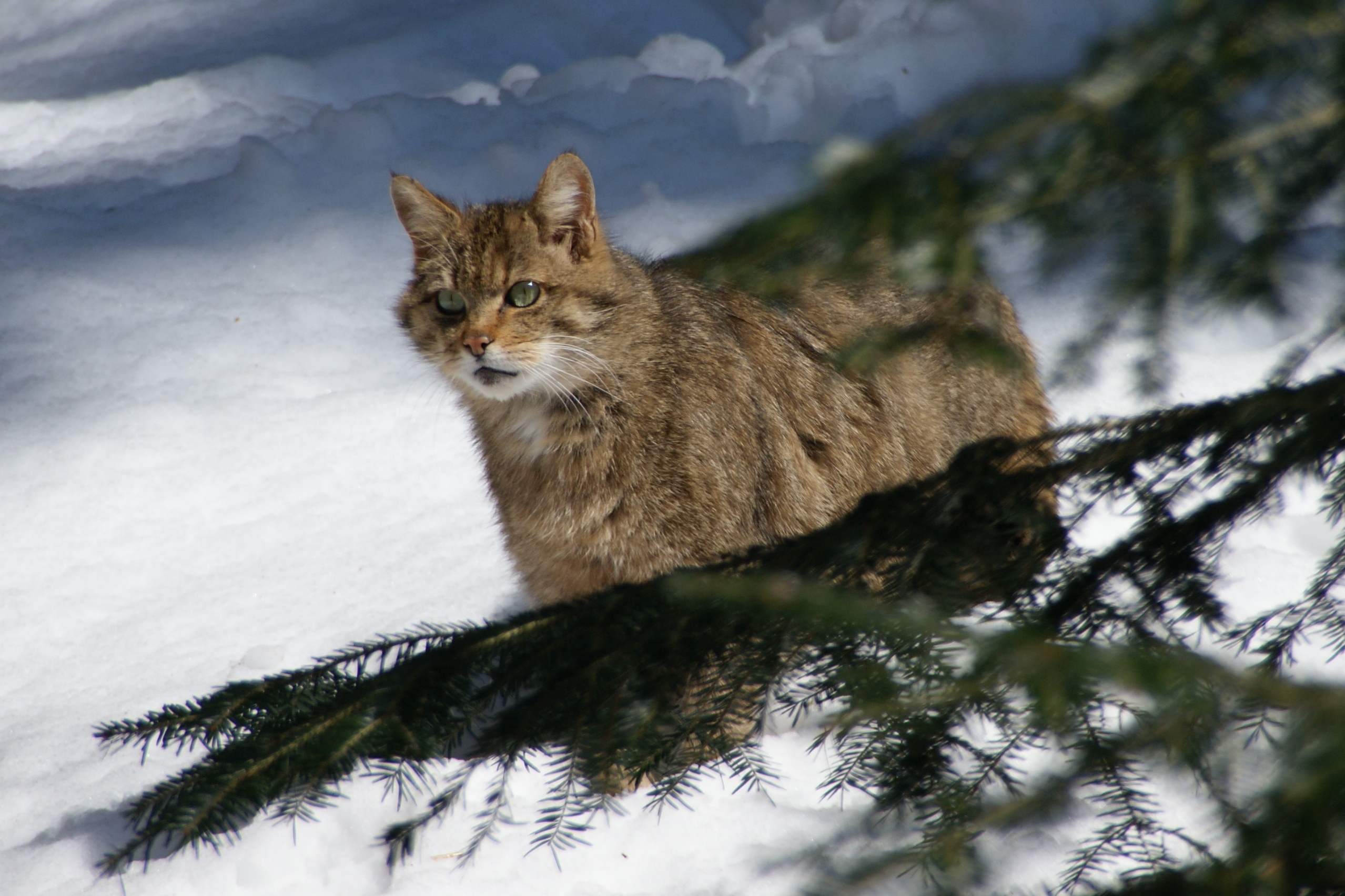
Europeisk vildkatt

## Semesterregion i Nationalpark Bayerischer Wald
Sedan några av de lokala politikerna i nationalparken och delar av lokalbefolkningen var ganska negativa till nationalparken på 1990-talet insåg de snart turistpotentialen. Till en början uppstod Zweckverbände Zwieseler Winkel und Nationalparkgemeinden. Efter en omstruktureringsprocess grundades Ferienregion Nationalpark Bayerischer Wald GmbH 2014 på grundval av dessa kommunala föreningar. Denna organisationsform är inte bara ansvarig för den överregionala marknadsföringen och presentationen av regionen på plats, utan också för driften av turistinformationen för medlemsgemenskaperna. Nuvarande medlemmar är kommunena Bayerisch Eisenstein, Eppenschlag, Frauenau, Hohenau, Kirchdorf im Wald, Langdorf (fram till 31 december 2021), Lindberg, Mauth, Neuschönau, Sankt Oswald-Riedlhütte, Schönberg och Spiegelau och staden Zwiesel.

## Nationalparkscentrum Falkenstein
Informationscentret "Haus zur Wildnis" i Nationalpark Bayerischer Wald, byggt 2005, med ett 65 hektar stort djurhägn, ligger nära Ludwigsthal. Sedan 2006 har djurarter som har utrotats i Centraleuropa, som vildhästar, har observerats här, liksom vargar och lodjur.
Natten till fredagen den 6 oktober 2017 smet sex vargar ut från inhägnaden runt Falkenstein National Park Center nära Ludwigsthal. En varg dödades den natten av ett tåg på den närliggande järnvägen. Det framhom bevis föa att porten har manipulerats av någon utanförstående. Tyvärr måste två av djuren avlivas, eftersom bedövningsvapen inte kunde användas. En varg fångades i en av de fällor som hade satts ut, och den fördes tillbaka till inhägnaden. Eftersom de är mindre skygga är de farligare för människor än vilda vargar, men å andra sidan är de oftast för skygga för att man ska kunna komma tillräckligt nära med bedövningsgeväret. Det särskilda tillståndet enligt artskyddslagen för att fånga de två vargarna som fortfarande var på flykt gick ut den 1 februari 2018. Sökningen efter dem har stoppats.